# Metro de Cantón
El Metro de Cantón (en chino simplificado: 广州地铁, pinyin: Guǎngzhōu Dìtiě) es el sistema de transporte ferroviario metropolitano, metro, en la ciudad china de Cantón. Es administrado por la empresa estatal Corporación de Metro de Cantón y fue el cuarto sistema de metro que se construyó en la China continental, después de los de Pekín, Tianjin y Shanghái.
El primer intento de un proyecto para construir un sistema de tránsito rápido subterráneo en Cantón se remonta a 1960. En las dos décadas siguientes, el proyecto se puso en la agenda en cinco ocasiones, pero terminó abandonado cada vez debido a dificultades financieras y técnicas. La preparación de lo que daría lugar al Metro de Cantón de hoy no se reinició hasta 1984 y tardó otros nueve años antes de que la construcción de la primera línea, Línea 1, se inició oficialmente en 1993. Línea 1 se abrió cuatro años después en 1997 con cinco estaciones en funcionamiento.
A partir de abril de 2024, el metro de Cantón consta de 16 líneas operativas con 271estaciones y 652,81 km de vías férreas. Está previsto que la capacidad operativa total sobrepase los 1000 km en 2028.

## Historia
La construcción del metro de Cantón comenzó en 1993. La línea 1 fue abierta el 28 de junio de 1997 con el trayecto entre Xilang y Huangsha y se completó dos años más tarde con la ampliación hasta la estación Oriental.
El primer tramo de la línea 2, de Sanyuanli a Xiaogang, se puso en funcionamiento el 29 de diciembre de 2002, y se amplió en 28 de junio de 2003 hasta Pazhou.
El 26 de diciembre de 2005 se inauguraron dos nuevas líneas, la línea 3 (de la estación Oriente a Kecun) y la 4 (de Wanshengwei a Xinzao). Asimismo, la línea 2 se amplió en una estación para llegar a Wanshengwei y así conectarla con la línea 4 (bien podría decirse que una es la continuación de la otra). 
El 30 de diciembre de 2006 tanto la línea 3 como la 4 fueron ampliadas. La línea 3 de Kecun hasta plaza de Panyu por el sur, y por el norte se le adjuntó un ramal que partiendo de Tiyu Xilu llega a estación de autobuses de Tianhe. La línea 4 se prolongó de Xinzao a Huangge por el sur. Esta última línea fue nuevamente ampliada en junio de 2007 hasta terminar en Jinzhou. 
El 2009 se abrió una línea nueva: la línea 5 con el trayecto de 32 km entre Jiaokou y Wenchong.

## Líneas
En 2021 el metro de Cantón cuenta con 531,1 km de longitud, 14 líneas y 282 estaciones en total. Las líneas son las siguientes:
| Línea           | Trayecto                                                                      | Inauguración | Longitud (km) | Estaciones |
| --------------- | ----------------------------------------------------------------------------- | ------------ | ------------- | ---------- |
| 1               | Xilang - Estación del Oriental de Cantón                                      | 1997         | 18,5          | 16         |
| 2               | Jiahewanggang - Estación del Sur de Cantón                                    | 2002         | 31,4          | 24         |
| 3               | Plaza de Panyu - Estación de autobuses de Tianhe Tiyu Xilu - Aeropuerto Norte | 2005         | 68,5          | 30         |
| 4               | Huangcun - Puerto de Pasajeros de Nansha                                      | 2005         | 60,0          | 23         |
| 5               | Jiaokou - Wenchong                                                            | 2009         | 31,8          | 24         |
| 6               | Xunfenggang - Xiangxue                                                        | 2013         | 41,7          | 31         |
| 7               | Estación del Sur de Cantón - Sur de Centro Mega de la Educación Más Alta      | 2017         | 18,6          | 9          |
| 8               | Wanshengwei - Fenghuang Xincun                                                | 2010         | 15,0          | 13         |
| 9               | Fei'eling - Gaozeng                                                           | 2017         | 19,2          | 10         |
| 13              | Yuzhu - Xinsha                                                                | 2017         | 25,6          | 11         |
| 14              | Jiahewanggang - Dongfeng Xinhe - Zhenlong                                     | 2017         | 75,4          | 22         |
| 21              | Zhenlongxi - Plaza de Zengcheng                                               | 2018         | 26,2          | 9          |
| APM             | Torre de Cantón - Linhexi                                                     | 2010         | 4,0           | 9          |
| Metro de Foshan |                                                                               |              |               |            |
| GF              | Xincheng Dong - Lijiao                                                        | 2010         | 39,6          | 25         |
| TOTAL           | TOTAL                                                                         | TOTAL        | 531.1         | 282        |